# Reintroducción

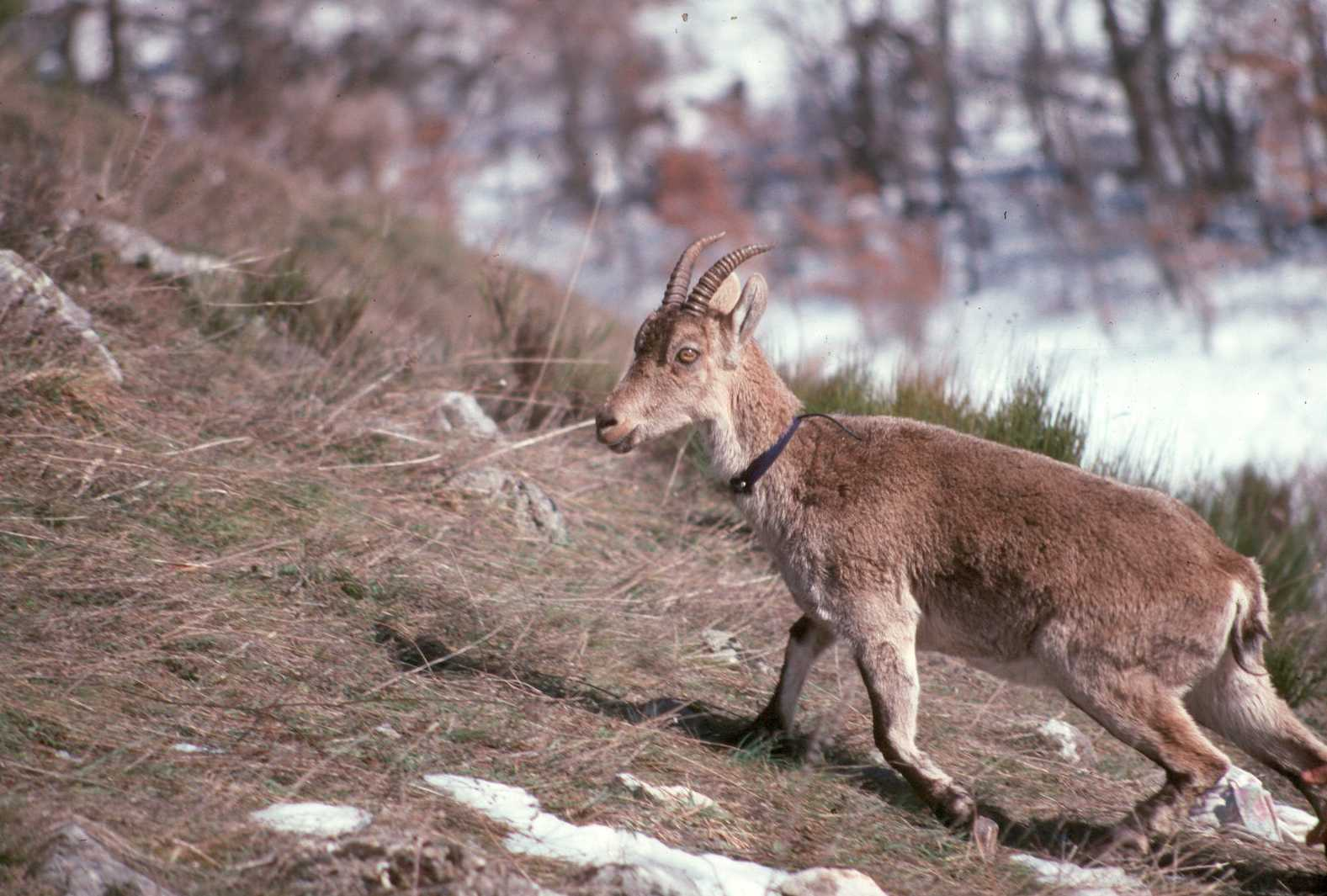
Ejemplar de cabra montés reintroducido en la Cordillera Cantábrica.

La reintroducción es la liberación deliberada de especies animales o vegetales en la naturaleza en lugares donde habían vivido anteriormente, desde el cautiverio o reubicación desde otras áreas donde la especie sobrevive. La reintroducción involucra a especies nativas (en oposición a introducidas o exóticas) que se han extinguido localmente. Generalmente se realiza con especies que están amenazadas o extintas en la naturaleza o para reequilibrar ecosistemas. Cuando la liberación de individuos se realiza sobre una población ya existente que requiere de un incremento de su tamaño por razones demográficas o genéticas la actuación se denomina refuerzo.

## Habilidades de supervivencia
Puede ser muy difícil reintroducir especies extintas en la naturaleza, incluso si sus hábitats naturales fueran restaurados. Las habilidades de supervivencia de especies animales, que normalmente son pasadas de padres a hijos durante la crianza se pierden en el cautiverio. La constitución genética de la especie se mantiene, pero las adaptaciones culturales al medio natural se pierden.
A comienzos de la década de 1980, los biólogos habían comprendido que muchos mamíferos y aves necesitan mucho aprendizaje para poder sobrevivir en la naturaleza. Por esto, los programas de reintroducción deben ser planeados cuidadosamente, para asegurar que los animales posean las habilidades de supervivencia necesarias. Los biólogos deben también estudiar a los animales tras la reintroducción para conocer si sobreviven y se reproducen, qué efectos tiene la reintroducción en el ecosistema y como mejorar el proceso.
Aun así, un vasto número de ejemplares pueden ser necesitados para ser reintroducidos en la naturaleza para asegurar que un número suficiente de ellos aprenda como sobrevivir. Por ejemplo, en la reintroducción de la Avutarda Hubara en libertad en los Emiratos Árabes Unidos, se usaron más de 5000 aves al año.

## Grupo de Especialistas en Reintroducción de la UICN/CSE
El Grupo de Especialistas de Reintroducción (RSG) de la UICN/CSE es uno de los más de 100 grupos de especialistas de la Comisión de Supervivencia de Especies (CSE), el cual es una de las seis comisiones de la UICN, con sede en Gland, Suiza. El RSG es uno de los pocos grupos basados en disciplinas (por ejemplo, veterinaria, reproducción para la conservación), en vez de basados en taxones como la mayoría (por ejemplo, cocodrilos, gatos, orquídeas).
El rol del RSG es promover el restablecimiento viable de poblaciones de animales y plantas en su hábitat natural. La necesidad de este rol fue apreciada debido a la demanda incrementada de practicantes de reintroducciones, la comunidad global de conservación y el incremento en los proyectos de reintroducción a nivel mundial.
Un creciente número de especies de animales y plantas se están volviendo raras, o incluso extinguiéndose en la naturaleza. En un intento de restablecer poblaciones, las especies pueden, en algunos casos, ser reintroducidas a un área, tanto por translocaciones desde poblaciones silvestres existentes o por reintroducción de animales criados en cautiverio o plantas propagadas artificialmente.

## Algunos programas de Reintroducción en desarrollo o exitosos
- Hurón de pies negros en Estados Unidos y México
- Woylieen Australia (en ejecución)
- Cóndor Californiano en California (EE. UU.) y México (en ejecución)
- Castor Europeo en varios lugares de Europa (exitoso)
- Nutria Europea en Holanda (en ejecución)
- Lince Euroasiático en Suiza (exitoso), y otras partes de Europa (en ejecución)
- Buitre Negro en el Macizo Central de Francia
- Buitre Leonado en el Macizo Central de Francia (exitoso), los Apeninos centrales de Italia, y el norte y sur de Israel (en ejecución)
- Quebrantahuesos en los Alpes (exitoso)
- Cernícalo Primilla en España
- Ansar Chico en Suecia y Alemania (en ejecución)
- Buey Almizclado en Alaska (EE. UU.) (exitoso)
- Ibis Eremita en España,[3] Austria e Italia (en ejecución)
- Cabra montés nubia en Israel (exitoso)
- Ciervo del Padre David en China (en ejecución)
- Halcón Peregrino en Alemania, Polonia, Suecia y Noruega
- Gamo persa Israel (en ejecución)
- Caballo de Przewalski en Mongolia (en ejecución)
- Milano Real en Irlanda,[4] y en Chiltern Hills, Black Isle, Northamptonshire, Dumfries y Galloway, North Yorkshire, Perth y Kinross, y Gateshead en Reino Unido (exitoso)
- Águila Real en Irlanda (en ejecución)
- Bisonte Europeo en Polonia y Bielorrusia (exitoso) y otras partes de Europa (en ejecución)
- Lobo en Wyoming, EE. UU. (exitoso)
- Orix de Arabia en el Sultanato de Omán (exitoso)

- Azor Común – la población existente en el Reino Unido se cree que es derivada de una mezcla de aves de cetrería escapadas y de introducciones deliberadas– (exitoso)
- Mariposa azul grande Maculinea arion en el oeste y sudoeste de Inglaterra – (exitoso y en ejecución) UK
- Águila Pescadora en Rutland Water, Reino Unido – (exitoso)
- Pigargo Europeo en la costa este de Escocia y en las Hébridas, Reino Unido – (exitoso)
- Mariposa Melitaea cinxia en Somerset, Reino Unido – (exitoso)
- Mariposa Melitaea athalia en Essex, Reino Unido – (exitoso)
- Avutarda Común en la llanura de Salisbury, Reino Unido – (en ejecución)
- Gallo-lira Común en Derbyshire, Reino Unido – (en ejecución)
- Guion de Codornices en Cambridgeshire, Reino Unido – (en ejecución)
- Jabalí en varios lugares en Inglaterra, Reino Unido – (accidental, exitoso)
- Ardilla Roja en Anglesey, Reino Unido – (exitoso y en ejecución)[5]

## Algunos programas de Reintroducción planeados o propuestos en el mundo
- Proyecto de reintroducción del León Asiático en el Santuario de Vida Silvestre de Kuno desde su único reducto actual en el mundo, el parque nacional Bosque Gir. El Santuario de Vida Silvestre de Kuno es el sitio escogido para la reintroducción y establecimiento de la segunda población mundial completamente separada de Leones Asiáticos en libertad en el estado de Madhya Pradesh, India.
- Grulla Común en Inglaterra, Reino Unido (propuesta para comenzar en 2008)
- Castor Europeo en Escocia, Reino Unido (propuesta)
- Lobo en Escocia (propuesta)
- Pigargo Europeo en Inglaterra y Gales, Reino Unido (propuesta para reintroducir en Norfolk en 2009)
- Mariposa Argynnis paphia en Essex, Reino Unido
- Lince Europeo en Inglaterra y Escocia, Reino Unido (propuesta)

## Algunas propuestas de Reintroducción rechazadas
- Propuestas de reintroducción de bestias salvajes por el movimiento The Wild Beasts Trust en el Reino Unido.[6]
- Castor Europeo en Escocia, Reino Unido (2005)